# Llama olímpica

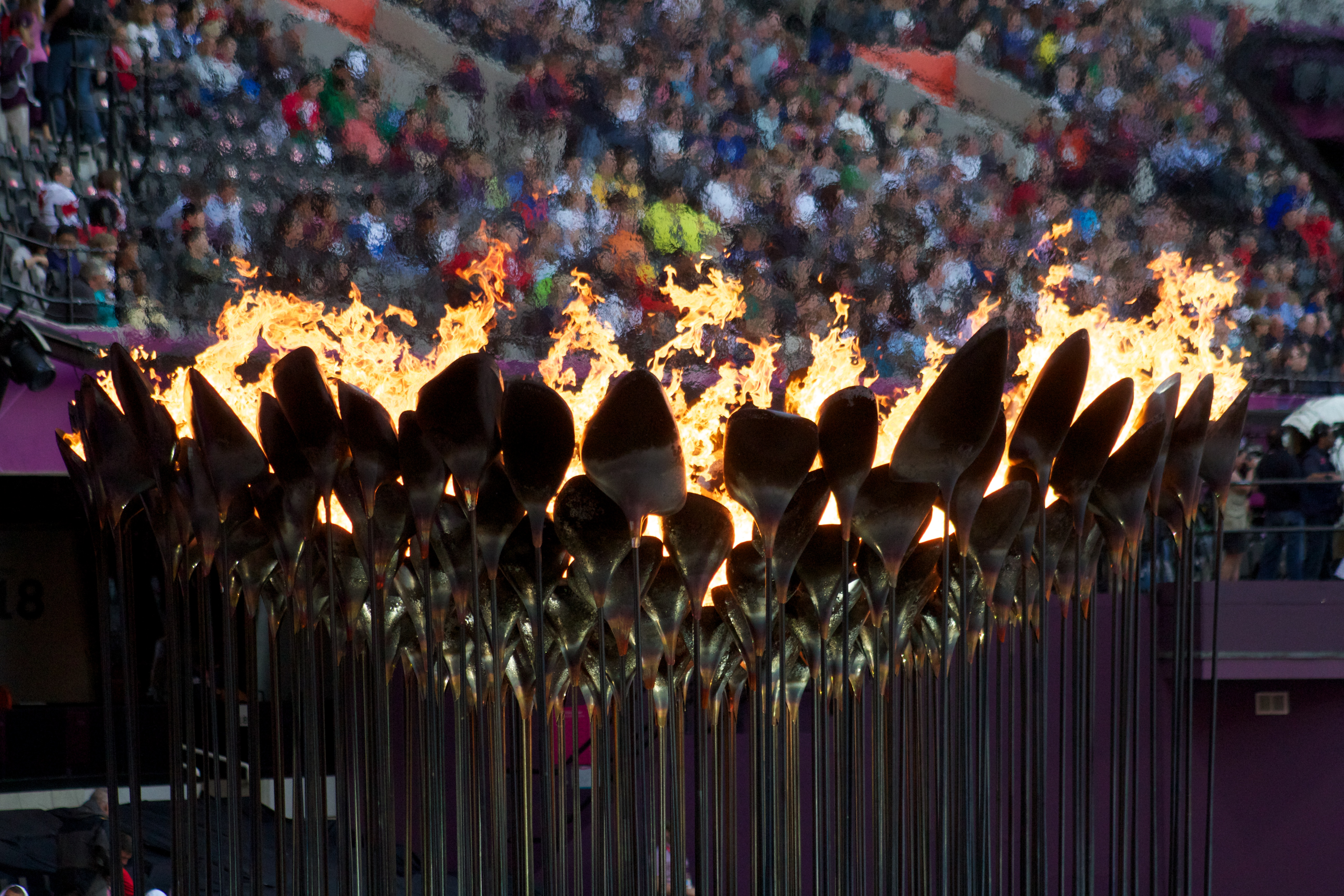
El pebetero olímpico de Londres 2012, conformado por 204 «pétalos» —«copas de cobre»—, fue encendido por siete jóvenes atletas entre las 00:24 y las 00:38 BST del 28 de julio de 2012.

La llama olímpica (en inglés: Olympic flame; en francés: flamme olympique) es uno de los símbolos de los Juegos Olímpicos. Conmemora el robo del fuego de los dioses por parte de Prometeo y su posterior entrega a la humanidad. Sus orígenes se remontan a la antigua Grecia, donde se mantenía un fuego ardiendo en las sedes de celebración de los Juegos Olímpicos antiguos. El fuego fue reintroducido en los Juegos Olímpicos de Ámsterdam 1928 y desde entonces ha sido parte fundamental de los Juegos Olímpicos modernos.
La Carta Olímpica define a la llama olímpica como «la llama que se enciende en Olimpia bajo la autoridad del COI» y, en este sentido, «una antorcha olímpica es una antorcha portable aprobada por el COI y destinada a la combustión de la llama olímpica».
En Berlín 1936 se introdujo por primera vez un viaje de relevos para llevar la llama de Olimpia a la sede de los Juegos. El recorrido de la antorcha olímpica inicia con el encendido de la llama en Olimpia y finaliza con el encendido del pebetero olímpico durante la ceremonia de apertura en la ciudad sede. Al contrario de la llama, el recorrido no tiene un precedente antiguo.

## Historia

### Simbolismo

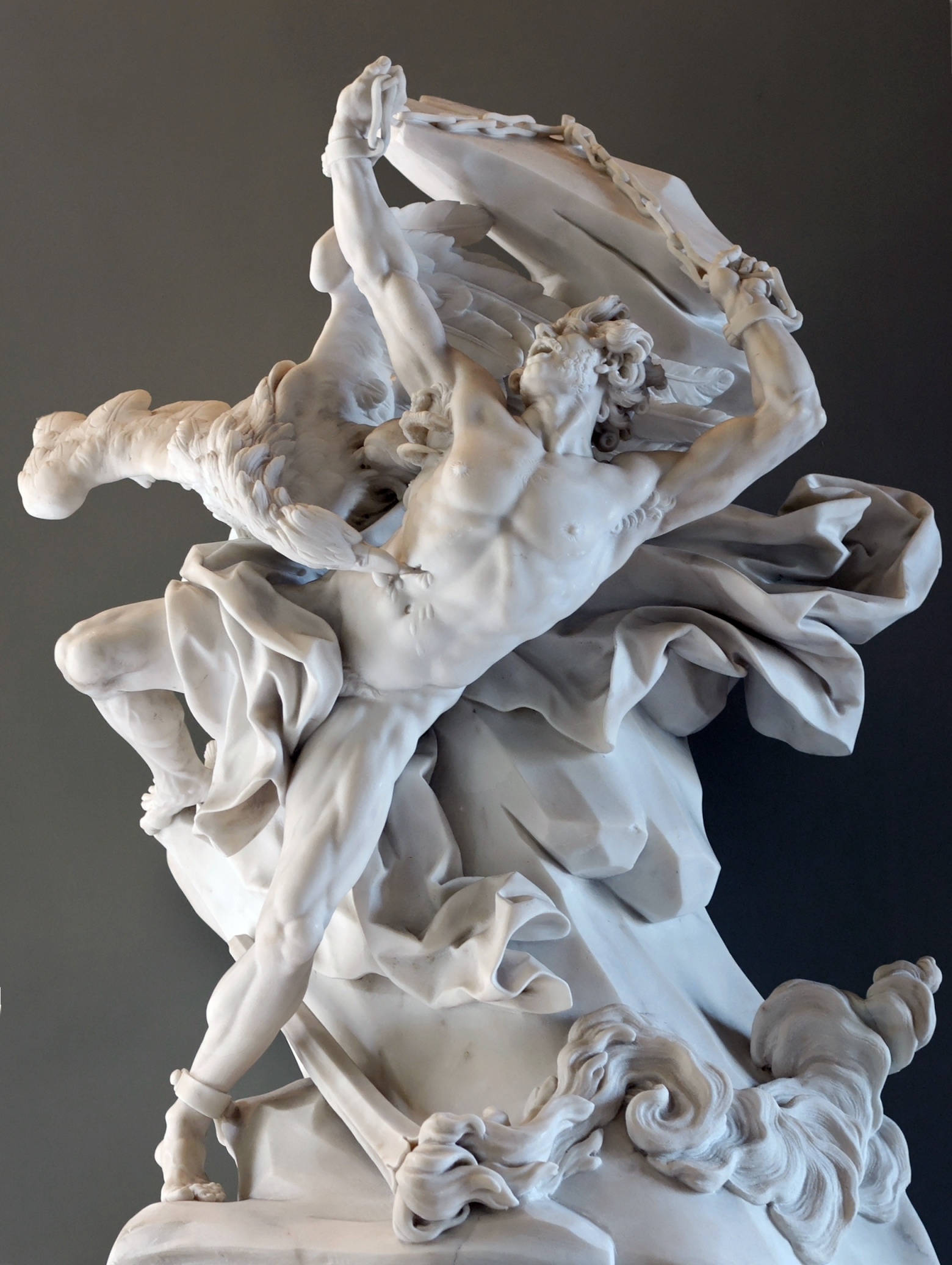
Prometheus (1762) de Nicolas Sébastien Adam (Louvre).

El fuego siempre ha jugado un papel muy importante en la vida del hombre. Su lugar en las creencias de la mayoría de los grupos étnicos es una prueba de ello. En el caso de los antiguos griegos, se explica la presencia del fuego en la tierra con el mito de Prometeo. Aunque existen diversas versiones del mito de Prometeo, las consecuencias y su destino son muy similares. A Prometeo, titán hijo de Jápeto y Clímene, le fue encargado junto a su hermano Epimeteo la distribución de las «facultades y dones de todas las criaturas».

Vio a todos los animales armoniosamente equipados y al hombre, en cambio, desnudo, sin calzado, sin abrigo e inerme. [...] Ante la imposibilidad de encontrar un medio de salvación para el hombre, Prometeo roba a Hefesto y a Atenea la sabiduría de las artes junto con el fuego [...] y se la ofrece, así, como regalo al hombre.
Protágoras de Platón

En castigo, Zeus ordenó que Prometeo fuera encadenado en lo alto del Cáucaso, donde un águila le devoraría el hígado que se regeneraría de nuevo al día siguiente. Finalmente, un día Heracles —en algunas versiones Hefesto— lo libera. El mito de Prometeo «representa el eterno antagonismo entre los dioses y los hombres». El acto del robo del fuego de los dioses, hace de «éste algo más que un instrumento» que ayude a combatir el frío y a cocinar los alimentos, es la «base creadora de toda cultura y progreso técnico».

### La llama olímpica en la antigua Grecia
La tradición de la llama olímpica proviene de los Juegos Olímpicos antiguos. En la antigua Grecia, una llama eterna era colocada frente a los principales templos. Una situación similar sucedía dentro de los límites de Olimpia, sede de las competiciones, en el santuario dedicado a Hestia o en los templos de Zeus y Hera, donde también se realizaban sacrificios de animales en su honor.
Sin embargo, dado que el fuego era parte de la adoración de los dioses, existía la necesidad de que fuera puro. Por esta razón, los antiguos griegos empleaban un skaphia, un «ancestro del espejo parabólico». Este artefacto concentraba los rayos solares, provocando un intenso calor; al colocarse una antorcha en el centro del skaphia se encendía el fuego sagrado. Aunque el recorrido de la antorcha olímpica no tiene un precedente antiguo, en Atenas se realizaba un evento similar denominado lampadedromía —carreras de antorchas— realizado en honor a ciertos dioses.
En cierto modo, la tradición del recorrido también se inspira en la tregua olímpica, cuando mensajeros abandonaban Elis para anunciar a otras ciudades-Estado la fecha exacta de las competiciones, además de establecer la ekecheiria —tregua sagrada— en la que las ciudades-estado tenían la obligación de detener las operaciones bélicas un mes antes y durante el período de los Juegos Olímpicos para que atletas y espectadores pudieran viajar con «relativa seguridad».

### Renacimiento

#### Ámsterdam 1928
El 28 de julio de 1928, se inauguraron oficialmente los Juegos Olímpicos de Ámsterdam 1928. Y fue en esa edición cuando nació el «mito del fuego olímpico». Jan Wils fue el arquitecto neerlandés encargado de diseñar el Estadio Olímpico de Ámsterdam, una de las características más notables del estadio fue el Marathontoren, una torre anexa de 40 metros de altura. La parte superior de la torre funcionó como el primer pebetero olímpico de la historia, que, sin embargo, no fue encendido por un atleta sino por un empleado de la compañía de gas.
La primera llama olímpica funcionó para «indicar a kilómetros de distancia, en que parte de Ámsterdam se estaban celebrando los Juegos Olímpicos». Cuatro años después de Ámsterdam 1928, la llama olímpica volvió a arder con motivo de unos Juegos Olímpicos, esta vez para Los Ángeles 1932. Sin embargo, en ambos eventos la llama olímpica fue encendida en el sitio mismo de los Juegos —el Estadio Olímpico de Ámsterdam y el Memorial Coliseum de Los Ángeles—. En Berlín 1936, la situación cambió.

#### Berlín 1936
En la búsqueda de unir los Juegos Olímpicos Modernos con la antigüedad, Carl Diem, presidente del Comité Organizador, propuso la inclusión de un relevo de antorchas en el programa de los Juegos Olímpicos. En mayo de 1934, el Comité Olímpico Internacional aprobó la propuesta de Diem. En consecuencia, los Comités Olímpicos Nacionales de Grecia, Bulgaria, Yugoslavia, Hungría, Austria, Checoslovaquia y Alemania —los siete países incluidos en el recorrido de la antorcha— se mostraron a favor y ofrecieron su apoyo. El evento fue diseñado para publicitar el poderío y la creciente influencia de la Alemania nazi. El evento fue grabado por la cineasta alemana Leni Riefenstahl para el documental Olympia. Por su parte, Joseph Goebbels se encargó de la organización de la cobertura mediática.
El recorrido tuvo que soportar diversos problemas, como el difícil acceso a Olimpia, falta de tiempo y la falta de productos adecuados —antorcha, pebetero—. Las antorchas, de magnesio cubiertas de acero, fueron diseñadas por Walter Lemcke y Peter Wolf, mientras que la empresa alemana Friedrich Krupp AG se encargó de la producción. En total se emplearon 3840 antorchas para todo el recorrido. El 20 de julio de 1936, en Olimpia, Grecia, se encendió la llama olímpica en un espejo cóncavo hecho por la empresa alemana Carl Zeiss AG.
Se recorrieron 3187 kilómetros en los que 3331 corredores portaron la antorcha olímpica. El trayecto se dividió en tramos de 1000 metros, que fueron cubiertos por un corredor, se estimó que en promedio se necesitaron de 5 minutos para completar los tramos. Para garantizar la continuidad del recorrido, cada participante debía conocer su tramo y el siguiente, para que así, pudiera correr ambos tramos en caso de una emergencia imprevista. El recorrido finalizó el 1 de agosto, cuando la llama olímpica, portada por Fritz Schilgen, llegó al Berliner Olympiastadion para finalmente encender el pebetero olímpico que ardió durante los 15 días de competición.

## Recorrido

### Encendido
En memoria de los Juegos Olímpicos Antiguos, meses antes de la celebración de los Juegos Olímpicos se organiza una ceremonia en Olimpia (Grecia), donde la llama olímpica es encendida y con ello comienza el recorrido de la antorcha que finaliza con el encendido del pebetero olímpico durante la ceremonia de apertura. La ceremonia se lleva a cabo frente a las ruinas del templo de Hera y es realizada por sacerdotisas de Hestia —actrices griegas— que portan vestimentas de estilo griego antiguo. Mientras que en la antigüedad se utilizaban los skaphia, actualmente se emplea el espejo parabólico, con similares características, para la ignición de la llama. La llama olímpica únicamente puede ser encendida por medio de rayos solares.
Tras la ignición de la llama, esta es colocada en una urna para luego ser transportada al estadio antiguo, donde es entregada al primer portador. A partir de allí, la antorcha olímpica comienza su recorrido —diseñado especialmente por cada Comité Organizador— hasta finalizar con el encendido del pebetero. La elección de Olimpia como punto de partida hace hincapié en la relación existente entre los Juegos Olímpicos Antiguos y los Modernos, además de que subraya la conexión entre ambos. Como medida de precaución, días antes de la ceremonia se enciende una llama según el método tradicional. Así, si no hay sol el día de la ceremonia, la antorcha se enciende con la llama que se mantiene en lámparas de seguridad.

### Recorrido
La sede, como lo establece el Contrato de la Ciudad Sede del Comité Olímpico Internacional, tiene la obligación de realizar un recorrido de la antorcha olímpica, cuya ruta deberá ser aceptada por el COI. Comúnmente, el recorrido consta de dos secciones:
1. De Olimpia a Atenas:
La ignición de la llama en Olimpia es organizada por el Comité Olímpico Helénico, que además se encarga de transportar la llama de Olimpia a Atenas, específicamente al antiguo estadio Panathinaikó.
2. De Atenas a la ciudad sede:
Tras la llega al Panathinaikó, el resto del recorrido de la antorcha es organizado y llevado a cabo por el Comité Organizador, que además selecciona un tema y visión del recorrido, lo que ayuda a determinar ciudades, regiones y monumentos que la llama olímpica visitará por medio de diversos modos de transporte.

#### Recorridos especiales

##### El relevo de la paz: Londres 1948
El recorrido de la antorcha olímpica de los Juegos Olímpicos de Londres 1948 se realizó del 17 al 29 de julio de 1948 y fue la segunda vez que un relevo se realizó previo a los Juegos desde Berlín 1936, pues Helsinki 1940 y Londres 1944 se suspendieron a causa de la Segunda Guerra Mundial. El relevo, conocido como «relevo de la paz», consistió de una ruta directa de Olimpia a Wembley pasando por Italia, Suiza, Francia, Bélgica y Luxemburgo.
El recorrido de los Juegos Olímpicos de Londres 1948 —conocidos como los Juegos de la austeridad— llevó un mensaje de bienvenida a la paz a la Europa profundamente dañada por la guerra. Un ejemplo de ello aconteció cuando el primer relevista, Corporal Dimitrelis, se quitó el uniforme militar antes de tomar la antorcha.
El paso de la llama olímpica por puestos fronterizos fue causa de fiestas en «celebración del regreso de la paz», además de una importante celebración en la tumba del barón Pierre de Coubertin ubicada en Lausana, Suiza. El 29 de julio, tras 3160 kilómetros recorridos y 1416 relevistas, la antorcha olímpica llegó al Estadio de Wembley, donde John Marks encendió con ella el pebetero olímpico.

##### El relevo clásico: Roma 1960
Para los Juegos Olímpicos de Roma 1960 se llevó a cabo un recorrido denominado «relevo clásico», pues conectó los dos puntos principales de las «culturas clásicas: Atenas y Roma». Tras ser encendida en Olimpia, la llama olímpica viajó a las ciudades de Pirgos, Patras, Corintia, Megara, Eleusis y Atenas, donde fue traslada en el Amerigo Vespucci a Siracusa. En dirección a Roma, pasó por Catania, Mesina, Regio de Calabria y Nápoles. El 25 de agosto, la antorcha llegó al Estadio Olímpico de Roma, donde encendió el pebetero portada por Giancarlo Peris. Además, fue el primer relevo televisado.

##### El relevo del nuevo mundo: México 1968
El relevo del nuevo mundo se realizó del 23 de agosto al 12 de octubre de 1968, en el marco de la celebración de los Juegos Olímpicos de México 1968. La llama fue encendida en Olimpia y siguió los pasos de Cristóbal Colón durante el descubrimiento de América, en simbolismo de la unión entre las culturas de América y las del Mediterráneo. En total, la antorcha recorrió 13 620 kilómetros en manos de 2778 portadores. Del total de kilómetros recorridos, 11 090 fueron vía marítima. La antorcha, diseñada por James Metcalf, pasó por Grecia, Italia, España, San Salvador (Bahamas) y varios estados de la República Mexicana. El 12 de octubre de 1968, en el Estadio Olímpico Universitario, Enriqueta Basilio encendió el pebetero olímpico, convirtiéndose así en la primera mujer en la historia en transportar la antorcha en su recorrido final —y encender el pebetero—.

##### «Armonía y progreso»: Seúl 1988
El 23 de agosto inició el relevo de Seúl 1988: 1847 personas transportaron la antorcha olímpica a Seúl en un recorrido de 8693 kilómetros, que exhibió las tradiciones de Corea del Sur. Siguió una forma de zigzag de este a oeste y que, junto con el diseño de la antorcha, simbolizó la armonía entre dos polos. De Atenas, la llama fue trasladada a Jeju, el punto más meridional del país. A partir de ahí, pasó por 21 metrópolis en su camino a la capital surcoreana y por medio de diferentes vehículos. Entre los relevistas se incluyeron políticos, artistas, clérigos, atletas, periodistas de diversos países y representantes de otros CON. En cada ciudad, compañías artísticas realizaban representaciones del folclor nacional a manera de tributo al éxito de los Juegos. Incluso algunos relevistas utilizaron, en lugar del uniforme oficial, vestuarios tradicionales. El 17 de septiembre, la llama llegó al Estadio Olímpico de Seúl, donde Chung Sunman, Kim Wontak y Sohn Mi-Chung encendieron el pebetero olímpico.

##### Vuelta al mundo: Atenas 2004

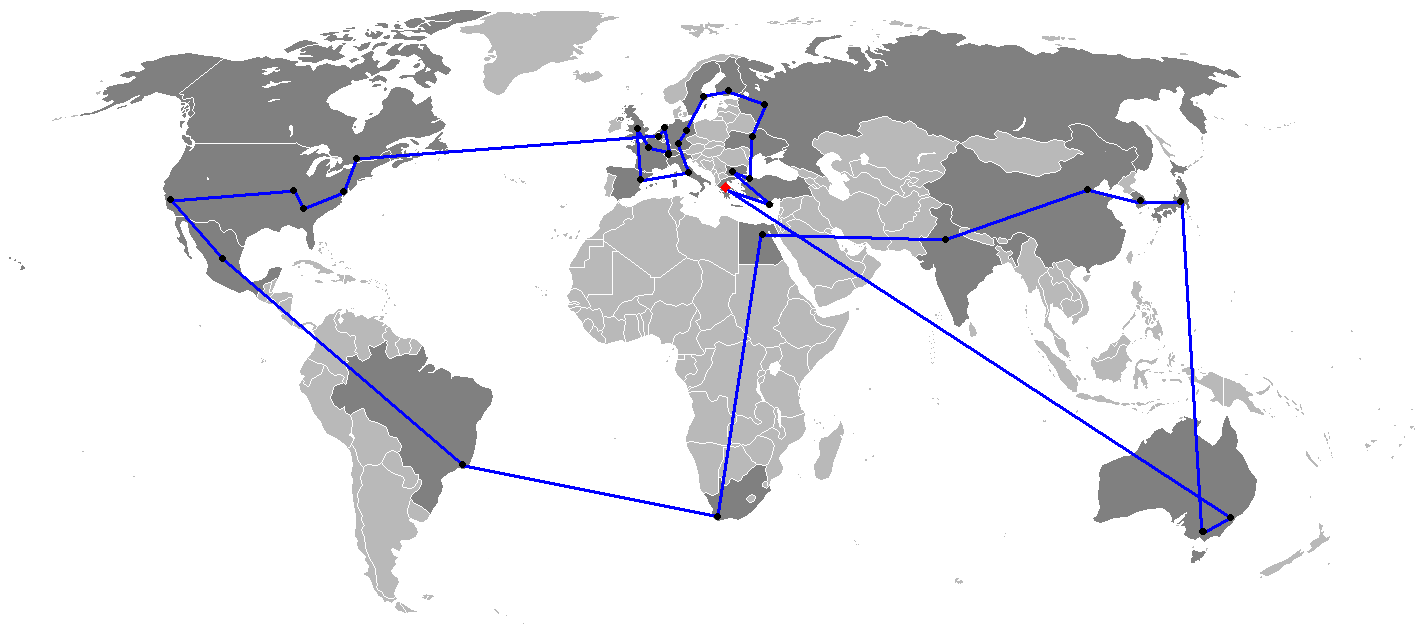
Ruta del viaje de la Antorcha Olímpica de Atenas 2004.

Como una manera de conmemorar simbólicamente el retorno del certamen olímpico a su lugar de origen, se decidió organizar un recorrido mundial de la antorcha. El recorrido incluyó todas las antiguas sedes olímpicas (París, San Luis, Londres, Amberes, Ámsterdam, Los Ángeles, Berlín, Helsinki, Melbourne, Roma, Tokio, Ciudad de México, Múnich, Montreal, Moscú, Seúl, Barcelona, Atlanta y Sídney). La llama olímpica también pasó por la futura sede del 2008 (Pekín) y tocó por primera vez el territorio de regiones como Sudamérica (Río de Janeiro), India (Nueva Delhi), África (El Cairo y Ciudad del Cabo), Turquía (Estambul), Ucrania (Kiev), Bulgaria (Sofía) y Chipre (Nicosia). Estuvo en las sedes del COI en Suiza (Ginebra y Lausana) y de la ONU en Nueva York; realizando con ello la primera circunnavegación del símbolo olímpico y el recorrido más largo de la historia.

### Transporte
Tradicionalmente, los recorridos olímpicos fueron realizados a pie principalmente por atletas; con el paso de los años también han sido incluidos niños, ancianos y personas con diversas discapacidades. Sin embargo, debido a razones prácticas y a las particularidades de las regiones por las que debe pasar la antorcha, ha sido necesario emplear medios de transporte cada vez más diversificados. El 13 de febrero de 1952 —Oslo 1952— se encendió la antorcha olímpica —primera vez para unos Juegos Olímpicos de Invierno— en la localidad noruega de Morgedal. Esta fue la primera vez que la llama olímpica viajaba en nieve y fue transportada completamente en esquíes. En este aspecto, durante el recorrido de Calgary 1988, la llama viajó a Inuvik en el círculo polar ártico, en relevos realizados en motonieve y Ski-Doo. Tiempo después, en Vancouver 2010, la antorcha olímpica visitó el asentamiento humano permanentemente habitado más septentrional de la Tierra: Alert.
La llama viajó en barco por primera vez durante el recorrido de Londres 1948, donde abordó el HMS Whitesand Bay —de Corfú a Italia— y más tarde el HMS Bicester para atravesar el canal de la Mancha con dirección a Dover. 20 años más tarde en México 1968, la llama fue llevada a bordo del destructor mexicano Durango desde San Salvador hasta la costa de Veracruz, allí fue llevada a tierra por diecisiete nadadores, en relevos de aproximadamente 850 metros. Una situación similar se vivió ese mismo año, en Grenoble 1968, cuando un buzo, sosteniendo la llama fuera del agua, la llevó a través del puerto de Marsella.
Más tarde, para Barcelona 1992, viajó en la fragata Cataluña para el trayecto entre Grecia y España, llegando a Ampurias, la puerta de entrada de la civilización griega a la península ibérica. Para Sídney 2000, la antorcha viajó a través de la Gran Barrera de Coral, sin embargo, en esta ocasión viajó bajo el agua. En Agincourt Reef, Wendy Craig Duncan, una bióloga marina, llevó la llama bajo el agua por 2 minutos y 40 segundos. En este caso, la llama ardió a 2000°C provocando una presión suficiente para mantener el fuego a salvo del agua, y garantizando así una llama brillante fácilmente visible para los fotógrafos submarinos. Seis años después, la llama olímpica cruzó el Gran Canal en una góndola y, en los siguientes Juegos Olímpicos de Invierno, fue transportada por surfistas.
El primer viaje en avión lo realizó durante el recorrido de Helsinki 1952. El 25 de junio, la llama fue encendida en Olimpia, al día siguiente fue transportada a Atenas. Alrededor de las 9:30 horas abordó un avión del Scandinavian Airlines System. A las 14:00 horas llegó a Múnich donde permaneció 45 minutos, para luego realizar una escala en Düsseldorf, y finalmente aterrizar en Aalborg a las 20:45 horas. Para este viaje, el Protectorado del Sarre donó una lámpara de seguridad en la que viajó la llama. Más tarde, el Concorde le permitió viajar más rápido que el sonido durante su travesía de Atenas a París para los Juegos Olímpicos de Albertville 1992.
Durante el relevo realizado para los Juegos Olímpicos de Montreal 1976, el 15 de julio en la ciudad de Atenas la llama olímpica fue colocada en un sensor que la transformó en «partículas ionizadas», por medio de impulsos electrónicos codificados se transmitieron instantáneamente a Ottawa vía satélite, para después ser decodificados y por medio de un rayo láser re-encender la llama original. Sería durante el relevo de los primeros Juegos Olímpicos celebrados en un periodo menor a la olimpiada —Lillehammer 1994— cuando se llevó a cabo la transferencia de la llama entre dos paracaidistas. Posteriormente en Atlanta 1996, Sídney 2000 y Sochi 2014 la antorcha —mas no la llama— fue llevada al espacio en manos de astronautas.
Gracias a las restrictivas leyes de cuarentena australianas las pruebas hípicas de los Juegos Olímpicos de Melbourne 1956 se realizaron en Estocolmo. Celebrando este hecho, los relevistas que llevaron la antorcha de Kastrup a Estocolmo hicieron el recorrido completo a caballo. El caballo continuó jugando un importante papel en el recorrido, por lo que en Atlanta 1996 el Pony Express fue parte importante del recorrido. En Sídney 2000, los caballos fueron remplazados por camellos durante el paso de la llama por la Cable Beach. Además de formas espectaculares de transportarla, algunas veces también se buscó rememorar momentos históricos importantes del país sede, por ejemplo, en Atlanta, se transportó en canoas a través del río Misisipi y, más tarde, en un vagón de la Union Pacific.

### Pebetero

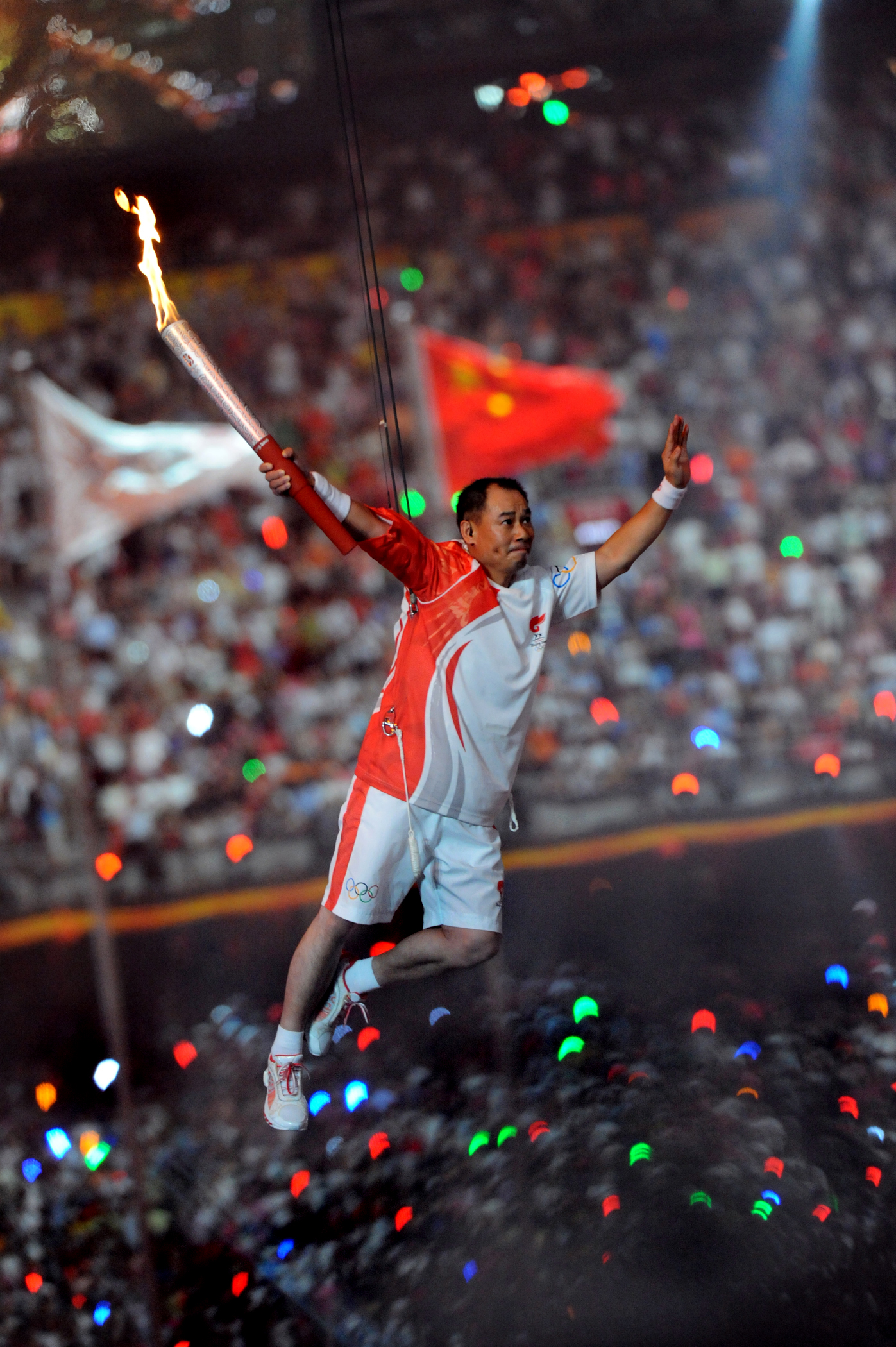
Li Ning se elevó para encender el pebetero olímpico de Pekín 2008.

Es tradicional que el encendido de la llama durante la ceremonia de apertura de los juegos se lleve a cabo de forma original y espectacular. En los Juegos de Barcelona 1992, el arquero paralímpico Antonio Rebollo disparó una flecha incendiaria hacia el pebetero, desde el lado opuesto del estadio. Dos años más tarde, en Lillehammer 1994, la antorcha Olímpica entró en el estadio transportada por un saltador de esquí. 
Aun así, durante la inauguración de los Juegos de Sídney 2000, el mecanismo que transportaba el pebetero con la llama se detuvo durante cerca de tres minutos, después de lo cual continuó su subida hasta la torre.

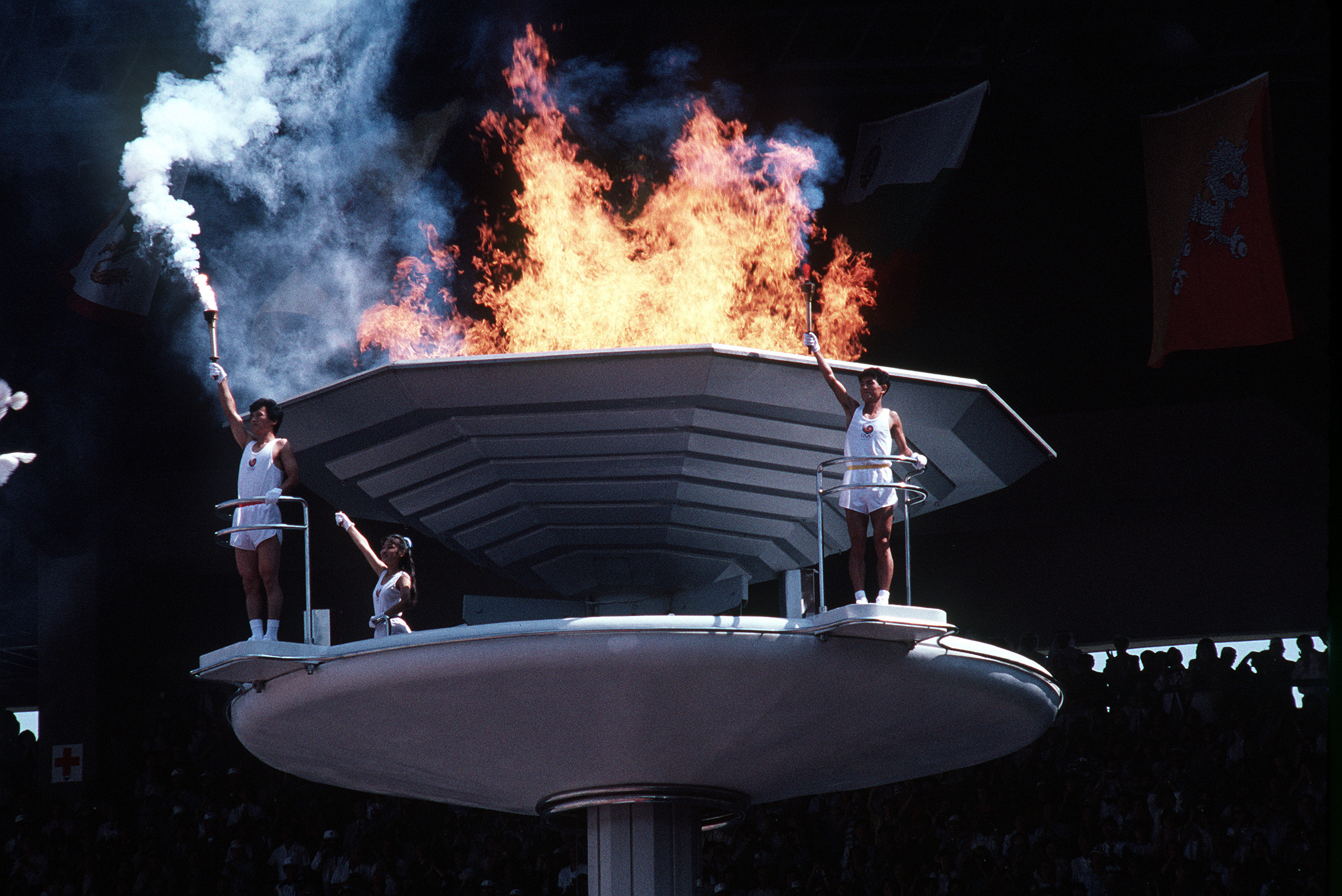
Encendido del pebetero en Seúl 1988.

Con el tiempo se hizo también tradición que el último de los corredores que transportara la antorcha fuera un atleta o exatleta famoso. El primero de ellos fue el campeón Olímpico Paavo Nurmi en 1952. Más recientemente, entre esos famosos "finalizadores" del recorrido de la antorcha se incluyen el jugador español de baloncesto, Juan Antonio San Epifanio (1992) y el campeón de pesos pesados de boxeo, Muhammad Ali (1996).
La primera mujer en encender el pebetero fue Enriqueta Basilio en los Juegos Olímpicos de México 1968.
En otras ocasiones, las personas que encienden la llama en el estadio no son famosas pero aun así representan los ideales olímpicos. El corredor japonés Yoshinori Sakai nació en Hiroshima el 6 de agosto de 1945, el día en que la bomba nuclear destruyó aquella ciudad. Él simbolizó el renacimiento de Japón después de la II Guerra Mundial, cuando encendió la llama en los Juegos de Tokio en 1964. En los Juegos de Montreal, en 1976, dos adolescentes, una de la parte francófona y otra de la parte anglófona de Canadá, simbolizaron la unión del país.
En los JJ. OO. de Londres en 2012 se empleó un pebetero conformado por 204 partes metálicas, cada una de ellas aportada por un niño de cada delegación olímpica. Siete relevistas (jóvenes destacados del deporte nacional británico) encendieron una parte del pebetero, que mediante un ingenioso sistema de conductos, prendió todo el pebetero, en un gesto que pretendía simbolizar la unión de todos los países participantes. Todas las partes del pebetero se elevaron, uniéndose y creando una sola llama.

## Protocolo
De acuerdo a la Carta Olímpica, la llama olímpica «es una llama encendida en Olimpia bajo la autoridad del COI» y una antorcha olímpica es una antorcha portátil aprobada por el comité y cuya función es la combustión de la llama. Además establece que los comités organizadores serán los encargados de trasladar la llama al estadio olímpico. El último recorrido de la antorcha y el encendido del pebetero son elementos protocolarios obligatorios de las ceremonias de apertura de los Juegos Olímpicos tanto de verano como de invierno. Al igual que el apagado del pebetero que, además de ser el último evento protocolario, es el que marca el fin definitivo de los Juegos.
El recorrido es «la segunda herramienta de comunicaciones más importante después de los Juegos mismos». Solo debe realizarse un recorrido por edición y, previo a los Juegos, el Comité Organizador debe proveer al COI de 40 antorchas. No obstante, dado que los derechos relacionados con los símbolos olímpicos pertenecen al COI, este debe aprobar el diseño, la producción, el encendido, la ruta del recorrido, el número de relevistas, entre otras cosas. El recorrido —internacional en los Juegos de verano; principalmente nacional en los invernales— inicia obligatoriamente con el encendido de la llama en Olimpia. Sin embargo, la llama no debe permanecer en territorio griego por más de cinco días. En general, el recorrido debe ser empleado para «promover los Juegos Olímpicos inminentes así como el espíritu del Olimpismo».
Por lo regular, la antorcha es acompañada por dos caravanas, la primaria y la principal, conformadas por diversos vehículos con funciones específicas. La caravana primaria viaja alrededor de cinco minutos adelante de la llama y está constituida por vehículos de los cuerpos policiales locales, vehículos de los patrocinadores —encargados de «generar excitación y entusiasmo y anunciar la aproximación de la llama»—, el vehículo piloto —encargado de la logística— y el autobús de enlace —encargado de trasladar a los relevistas a los puntos de relevo—. Y la caravana principal, formada por vehículos de cuerpos policiales, vehículos de los medios de comunicación, los corredores con la antorcha, el vehículo de comando, el vehículo de apoyo —traslada corredores de apoyo, así como la llama de emergencia—, el autobús de enlace —encargado de recoger a los relevistas que han finalizado su recorrido— y otro vehículo de seguridad.

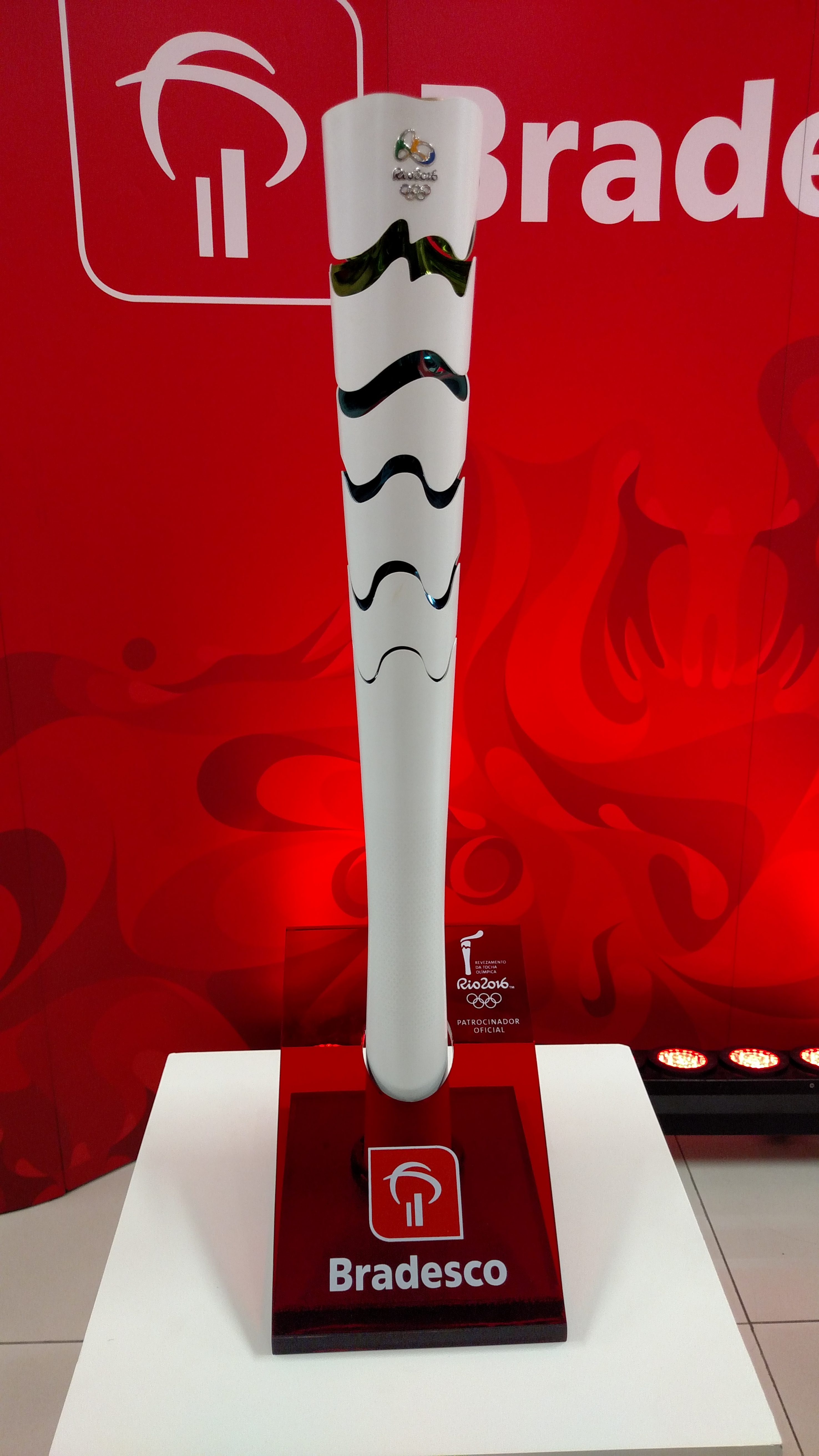
Río 2016

El COI estipula que la seguridad debe ser la prioridad en el recorrido de la antorcha, por ello el Comité Organizador debe tomar las medidas necesarias para la protección de la llama. Comúnmente se crea una «envoltura de seguridad» alrededor de la antorcha, consistente en corredores de seguridad —que vigilan al público y actúan inmediatamente en caso de alguna amenaza contra el relevista o la llama y están entrenados para «proteger y evacuar» ante una situación de emergencia—, vehículos y elementos de los cuerpos policiales. Asimismo se establece la necesidad de proteger la continuidad de la llama original encendida en Olimpia, por esta razón la caravana de la antorcha debe contar con una llama olímpica de emergencia encendida en linternas de seguridad que, en caso de que la antorcha se apague, sirven para reencender la llama.
En este sentido, al viajar en avión la antorcha se apaga y la llama permanece en linternas de seguridad. Igualmente, por las noches la llama se mantiene en linternas y regularmente pernocta en hoteles —donde se aloja el equipo encargado del relevo— donde es protegida por al menos tres guardias de seguridad.

## Polémicas
Por primera vez en el recorrido de la llama olímpica hasta la ciudad sede, en Río de Janeiro 2016 grupos de manifestantes han intentado apagar la antorcha portátil a los atletas que la portaban. Primero ocurrió el 15 de julio en Santa Catalina, cuando un hombre intentó robar la antorcha y el 28 de julio manifestantes robaron y apagaron la antorcha en la localidad de Angra dos Reis.